# Amazona de Bouquet
L'amazona de Bouquet (Amazona arausiaca) és una espècie d'ocell de la família dels psitàcids que habita els boscos de les muntanyes de Dominica, a les Antilles.